# NGC 2178
NGC 2178 é uma galáxia elíptica (E1) localizada na direcção da constelação de Pictor. Possui uma declinação de -63° 45' 50" e uma ascensão recta de 6 horas, 02 minutos e 47,5 segundos.
A galáxia NGC 2178 foi descoberta em 31 de Janeiro de 1835 por John Herschel.